# Sycoscapter montis
Sycoscapter montis is een vliesvleugelig insect uit de familie Pteromalidae. De wetenschappelijke naam is voor het eerst geldig gepubliceerd in 1971 door Wiebes.